# 32e Legerkorps (Wehrmacht)
Het Duitse 32e Legerkorps (Duits: Generalkommando XXXII. Armeekorps) was een Duits legerkorps van de Wehrmacht tijdens de Tweede Wereldoorlog. Het korps kwam alleen in actie in Mecklenburg-Vorpommern in 1945.

## Krijgsgeschiedenis

### Oprichting
Het 32e Legerkorps werd opgericht op 26 maart 1945 in Stettin in Wehrkreis II uit Stellvertretenden Generalkommando II. Armeekorps.

### Inzet

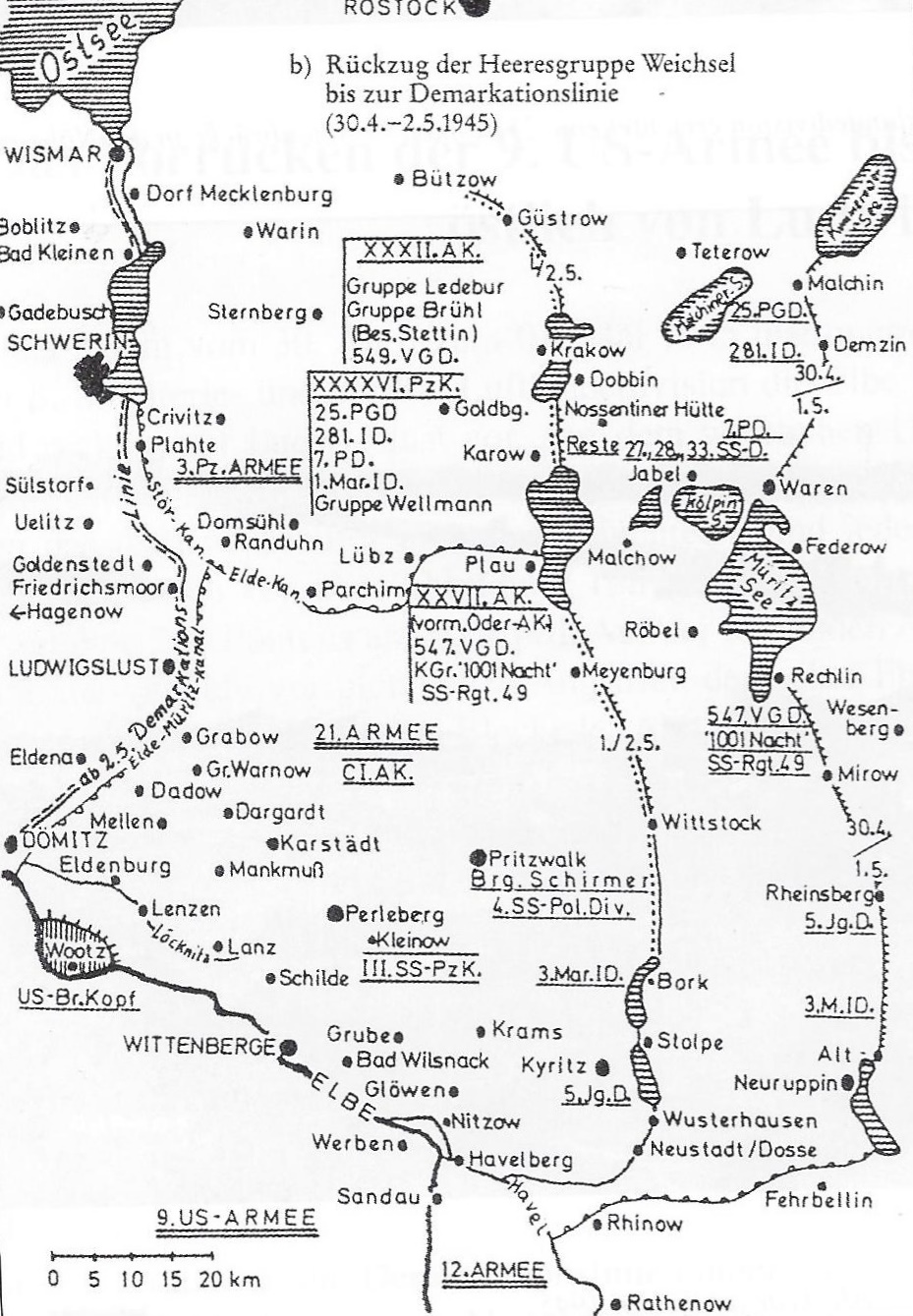
Terugtocht door Mecklenburg, 30 april tot 2 mei 1945

Als laatste deel van hun Pommerenoffensief, veroverden de Sovjets op 20 maart het Duitse bruggenhoofd in Altdamm en trokken de Duitse troepen van het 3e Pantserleger naar de westelijke Oder-oever. In de daaropvolgende reorganisatie van de Duitse defensie werd het nieuwe korps de verdediging van de Oder bij Stettin toegewezen. Op 16 april startte het Rode Leger zijn offensief over de Oder. Het korps, met de Gruppe general Voigt, de 281e Infanteriedivisie en de 549e Volksgrenadierdivisie, werd niet meteen aangevallen, maar drie dagen later ging ook het 2e Wit-Russische Front hier in de aanval. Moeiteloos werd de Duitse verdediging doorbroken en de tankspitsen van maarschalk Rokossovski rukten op door Noord-Duitsland. Het korps moest onder druk van deze opmars terugtrekken door Mecklenburg-Vorpommern richting het Westen, richting de Elbe. Op 30 april was het korps bij Teterow en op 1-2 mei tussen Krakow am See en Bützow. Vervolgens ging het korps terug naar Wismar-Schwerin.
Het 32e Legerkorps capituleerde begin (2 of 3) mei 1945 aan de Demarkatie-linie bij Dorf Mecklenburg aan Britse troepen (6e Luchtlandingsdivisie).

## Commandanten

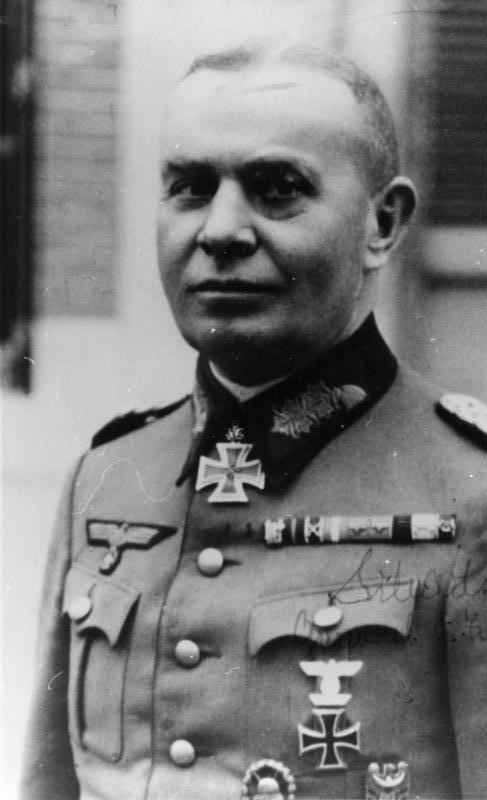
General Friedrich-August Schack

## Bovenliggende bevelslagen
| Leger          | Legergroep            | Plaats/regio                    | Begin         | Eind           |
| -------------- | --------------------- | ------------------------------- | ------------- | -------------- |
| 3. Panzerarmee | Heeresgruppe Weichsel | Stettin, Mecklenburg-Vorpommern | 26 maart 1945 | begin mei 1945 |

## Commandanten[1]
| Rang                   | Naam                    | Begin         | Eind           |
| ---------------------- | ----------------------- | ------------- | -------------- |
| General der Infanterie | Friedrich-August Schack | 26 maart 1945 | begin mei 1945 |

### Chef des Generalstabes[1]
| Rang | Naam | Begin | Eind | Opmerking |
| ---- | ---- | ----- | ---- | --------- |
|      |      |       |      | Onbekend. |

### Eerste Generale Stafofficier (Ia)[1]
| Rang       | Naam       | Begin      | Eind           | Opmerking |
| ---------- | ---------- | ---------- | -------------- | --------- |
| Major i.G. | Burnhauser | Maart 1945 | Begin mei 1945 |           |